# Chiesa di San Francesco d'Assisi (San Francesco al Campo)
La chiesa di San Francesco d'Assisi è la parrocchiale di San Francesco al Campo, in città metropolitana e arcidiocesi di Torino; fa parte del distretto pastorale Torino Nord.

## Storia
Il primitivo oratorio venne edificato nel 1625; la prima attestazione del fatto che vi si celebrassero delle funzioni risale al 28 novembre 1626 ed è contenuta in un atto matrimoniale.
Nel 1653, l'arcivescovo Giulio Cesare Barbera, compiendo la sua visita pastorale, trovò che la cappelletta - un sacello campestre - era dotata di un solo altare e di una campana.
Alcuni anni dopo, nel 1678 fu realizzata una nuova chiesa, la cui edificazione venne finanziata da Giovanni Battista Teppa, ma presto si rivelò insufficiente a soddisfare le esigenze dei fedeli già un quindicennio dopo circa; nel 1694 fu posta la prima pietra della nuova parrocchiale, costruita dal luganese Pietro Corte e portata a termine nel 1727. Nel 1731 si ultimò il campanile e nel 1769 venne impartita dall'arcivescovo di Torino Francesco Luserna Rorengo di Rorà la consacrazione; tra il 1822 e il 1824 si procedette all'ampliamento della chiesa e alla costruzione della nuova torre campanaria.
Nel 1827 vennero realizzate le due cappelle laterali della Santa Croce e della Vergine Addolorata, che furono consacrate da monsignor Giovanni Battista Bertagna il 12 agosto 1889; nel 2002 il tetto venne rifatto e successivamente, tra il 2004 e il 2005, l'interno dell'edificio fu oggetto di un completo restauro.

## Descrizione

### Esterno
La facciata a capanna della chiesa, che volge a mezzogiorno, è suddivisa da una cornice marcapiano in due registri, entrambi scanditi da paraste; quello inferiore presenta al centro il portale d'ingresso sormontato dal timpano curvilineo sorretto da mensole e ai lati due nicchie ospitanti altrettante statue, mentre quello superiore è caratterizzato da una serliana e da altre due nicchie e coronato dal frontone triangolare.

### Interno
L'interno dell'edificio si compone di un'unica navata, le cui pareti sono scandite da paraste terminanti con capitelli d'ordine corinzio sorreggenti la volta a botte e sulla quale si aprono le sei cappelle laterali dedicate a san Giuseppe, alla Madonna di Lourdes, alla Beata Vergine Addolorata, alla Croce, a sant'Adeodato e alla Vergine del Rosario; al termine dell'aula si sviluppa il presbiterio, sopraelevato di quattro gradini, ospitante il marmoreo altare maggiore e chiuso dall'abside, nella quale è collocata la pala ritraente San Francesco d'Assisi.